# For Ever Mozart
For Ever Mozart è un film del 1996 diretto da Jean-Luc Godard.